# Swift (télescope spatial)
Vous lisez un « bon article » labellisé en 2017.
Pour les articles homonymes, voir Swift.
Swift (Neil Gehrels Swift Observatory en anglais) est un télescope spatial multi spectral (rayons X durs et mous, ultraviolet, lumière visible) développé par l'agence spatiale américaine, la NASA, avec des contributions importantes de l'Italie et du Royaume-Uni. Lancé en 2004 par un lanceur Delta 2, Swift a pour objectif d'identifier, localiser et observer les sursauts gamma. Cette mission du programme Explorer est pilotée par le Centre de vol spatial Goddard et son coût est d'environ 250 millions de dollars américains. L'université d'État de Pennsylvanie joue un rôle central dans la réalisation de l'instrumentation scientifique et héberge le centre de contrôle de mission du télescope spatial. La mission initiale doit durer deux ans mais la mission est prolongée à plusieurs reprises et Swift est toujours pleinement opérationnel en juin 2020.
Les sursauts gamma sont le phénomène astronomique le plus violent de notre Univers. Ils se caractérisent par une émission de rayons gamma qui ne dure que quelques millisecondes à quelques minutes. Du fait de cette brièveté et bien que la découverte de ce phénomène remonte à 1967, les astronomes ne disposent à l'époque du lancement de Swift que de peu d'informations sur l'origine et les caractéristiques des sursauts gamma. Les problèmes techniques soulevés de manière générale par l'observation du rayonnement gamma ne permettent qu'une localisation grossière d'un sursaut gamma. Toutefois, en 1997, le télescope BeppoSAX découvre que le sursaut gamma est suivi par des émissions de rayons X et dans le domaine visible qui persistent durant plusieurs heures voire plusieurs jours. L'observatoire spatial Swift est conçu pour exploiter cette caractéristique grâce aux trois instruments dont il dispose. Son télescope gamma BAT observe en permanence une fraction étendue du ciel pour détecter les sursauts gamma. Les données collectées sont analysées en temps réel par un logiciel embarqué paramétrable qui, dès qu'il identifie la signature caractéristique d'un sursaut gamma, transmet sa position à la fois aux deux autres instruments et aux contrôleurs au sol via le réseau de satellites de télécommunications géostationnaires TDRSS de la NASA. Le satellite, conçu pour pivoter rapidement, pointe un télescope rayons X XRT et un télescope optique (lumière visible/ultraviolet) UVOT co-alignés vers la région où le sursaut est apparu et qui sont capables de fournir une position beaucoup plus précise que l'observatoire gamma. Celle-ci est communiquée 90 secondes après la détection aux instruments terrestres ou spatiaux disposant d'optiques plus puissantes.
Swift observe plus de 1 000 sursauts gamma depuis son lancement (situation à fin 2015). Il permet de déterminer la contrepartie visuelle de nombreuses sources situées dans des galaxies lointaines et de confirmer que la plupart des sursauts gamma sont associés, soit à l'effondrement d'une étoile géante aboutissant à la formation d'un trou noir ou d'une étoile à neutrons (sursauts longs), soit à la fusion de deux étoiles à neutrons binaires (sursauts courts). Il constitue l'observatoire le plus performant dans le recensement des phénomènes astronomiques transitoires et des sources astronomiques de rayons X durs.

## Contexte
La mission Swift a pour objectif l'étude des sursauts gamma. Ce phénomène astronomique, le plus violent de notre Univers, est découvert en 1967. Il ne peut être observé que depuis l'espace et sa brièveté ainsi que la nature du rayonnement gamma soulèvent pour son observation des problèmes techniques qui n'ont pu être résolus que progressivement. Les explications de ce phénomène n'ont commencé à émerger qu'après plusieurs décennies et le lancement de plusieurs missions spatiales dont Swift constitue le couronnement.

### Sursaut gamma

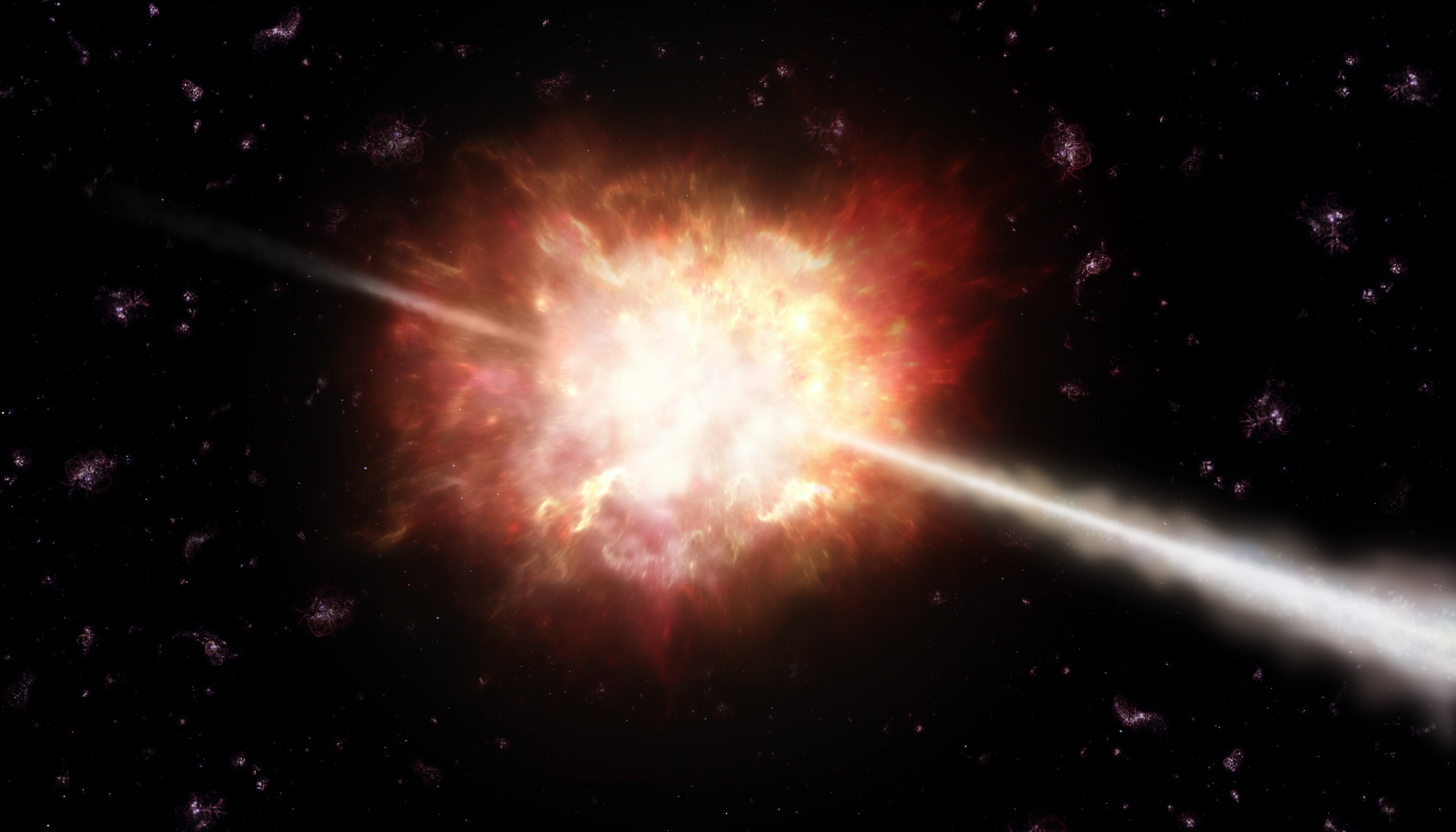
Le sursaut gamma se traduit par la brève émission de deux faisceaux d'ondes étroits opposés dont l'un des deux peut être visible depuis la Terre s'il est dirigé vers celle-ci (vue d'artiste).

Un sursaut gamma se caractérise par un bombardement brutal mais bref de la Terre par des rayons gamma (quelques photons par cm2 et par seconde dans le spectre énergétique 50  à   300 keV) en provenance d'une source ponctuelle. La durée est courte : de quelques millisecondes à quelques dizaines de minutes. Ce phénomène, d'origine extra-galactique (sa source se situe en dehors de notre galaxie), est la manifestation de l'événement astronomique dégageant la plus forte énergie de l'Univers : en quelques secondes le sursaut gamma libère dans un faisceau étroit plus d'énergie que celle produite par notre Soleil durant toute sa vie dans la séquence principale (10 milliards d'années). L'émission de rayons gamma est suivie d'émissions moins énergétiques (rayons X, ultraviolet, lumière visible, infrarouge, micro-ondes et ondes radio) et de plus longue durée (quelques heures à quelques jours). Les sursauts gamma sont rangés dans deux catégories en fonction de leur durée : les sursauts courts dont le rayonnement est perceptible 0,3 seconde et les sursauts longs majoritaires d'une durée moyenne de 30 secondes. Les sursauts gamma sont détectés avec une fréquence moyenne d'un par jour par l'observatoire Compton Gamma-Ray Observatory et leurs sources sont réparties dans le ciel de manière uniforme.
L'explication la plus courante des sursauts gamma longs est que ceux-ci sont le sous-produit d'une hypernova d'un type particulier : les collapsars. L'hypernova est l'explosion d'une étoile géante (20 à 30 fois la masse de notre Soleil) en fin de vie qui résulte de son effondrement gravitationnel et aboutit à la formation soit d'une étoile à neutrons soit d'un trou noir. La matière située à la périphérie du cœur de l'étoile est attirée par la région centrale plus dense et génère un disque d'accrétion avec des vitesses de rotation fortement différenciées selon la distance au centre de rotation. Cette rotation engendre un champ magnétique. Il existe plusieurs types d'hypernova selon les caractéristiques de l'étoile. Si l'étoile est extrêmement massive, d'une métallicité faible et que sa vitesse de rotation initiale est élevée (cas du collapsar), la torsion des lignes du champ magnétique générée par le différentiel de vitesses au sein du disque d'accrétion produit deux jets de matière étroits et symétriques dont la direction se confond avec l'axe de rotation. Le jet est émis à des vitesses proches de celle de la lumière dans le vide (vitesse relativiste) et est donc soumis à des phénomènes relativistes. Le processus précis à l'origine du rayonnement gamma observé dans un sursaut gamma reste controversé. Selon le modèle le plus courant, dit de la « boule de feu », la vitesse, la pression, la température et la densité au sein de la matière éjectée ne sont pas homogènes. Lorsqu'une couche de matière en rattrape une autre, le choc produit des photons gamma. Ce phénomène est bref car la matière expulsée se heurte par la suite au milieu interstellaire en produisant un rayonnement moins énergétique (rayons X, visible, ultraviolet...) sur une durée plus longue.
| Juillet 1967 | Découverte accidentelle par deux satellites d'alerte précoce américains Vela d'émissions gamma puissantes, brèves et ponctuelles. Leur source est inconnue. |
| Vers 1970    | Les ingénieurs du laboratoire national de Los Alamos tentent d'identifier l'origine du phénomène mais les sources astronomiques potentielles de rayons gamma connues (Soleil, supernova...) sont mises hors de cause. |
| 1973         | Le phénomène couvert jusque-là par le secret militaire est déclassifié. Il est baptisé « Gamma Ray Burst » (sursaut gamma). |
| 1991-1996    | L'observatoire spatial Compton Gamma-Ray Observatory de la NASA est lancé en 1991. Les données collectées démontrent que les sources des sursauts gamma sont distribuées de manière uniforme dans le ciel ce qui indique une origine extra-galactique. Le satellite détecte environ un sursaut gamma par jour. Il identifie deux familles de sursauts gamma caractérisés par une durée courte (en moyenne 0,3 seconde) et longue (en moyenne 30 secondes) |
| 1997         | Mise en orbite du télescope spatial BeppoSAX de l'agence spatiale italienne Celui-ci découvre une émission rémanente associée aux sursauts longs dans le rayonnement X qui dure plusieurs heures, voire plusieurs jours. Cette découverte permet d'évaluer l'éloignement du phénomène par mesure du décalage vers le rouge de la contrepartie optique. Le sursaut gamma le plus lointain se trouve à plusieurs milliards d'années-lumière (décalage vers le rouge de 4,5). Les implications concernant la quantité d'énergie libérée permettent d'estimer que le sursaut ne peut qu'être lié à l'effondrement d'une étoile géante aboutissant à la formation d'un trou noir. |

### Historique des observations des sursauts gamma antérieures à la mission

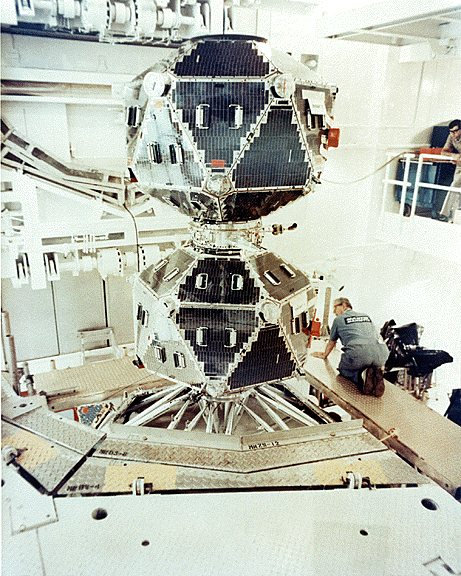
Satellites Vela 5A et 5B lancés en 1969.

#### Découverte des sursauts gamma (1967)
Les sursauts gamma sont découverts accidentellement en juillet 1967 par deux satellites d'alerte précoce américains Vela. Ceux-ci sont chargés de contrôler l'application du traité d'interdiction des essais nucléaires atmosphériques et disposent d'instruments gamma permettant de détecter d'éventuelles explosions atomiques clandestines. Le signal reçu est inexpliqué mais les instruments embarqués, peu précis, ne permettent pas aux ingénieurs du laboratoire national de Los Alamos responsables de la constellation Vela de poursuivre les investigations. Des instruments de meilleure qualité sont installées à bord des satellites Vela mis en orbite entre 1969 et 1970. Une triangulation grossière des sources de seize sursauts gamma est effectuée en comparant l'heure précise de détection des sursauts gamma par les différents satellites. Ces mesures permettent d'éliminer toutes les sources de rayonnement gamma connues à cette époque : supernova, Terre, Lune, Soleil. Les données sont couvertes par le secret militaire du fait de la nature du programme Vela mais elles sont finalement déclassifiées en 1973. La découverte des signaux mystérieux est rendue publique dans un article publié dans The Astrophysical Journal. Le nouveau phénomène est alors baptisé sursaut gamma ou GRB (« Gamma Ray Burst », ou sursaut gamma).

Détecteur gamma et signal du sursaut gamma
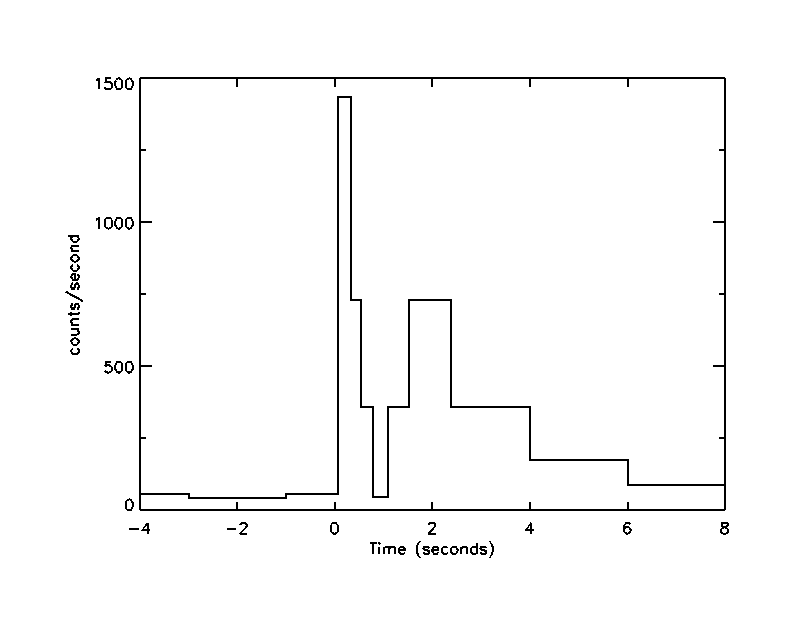
Le premier signal d'un sursaut gamma enregistré le 2 juillet 1967 par un instrument embarqué sur le satellite Vela 4.
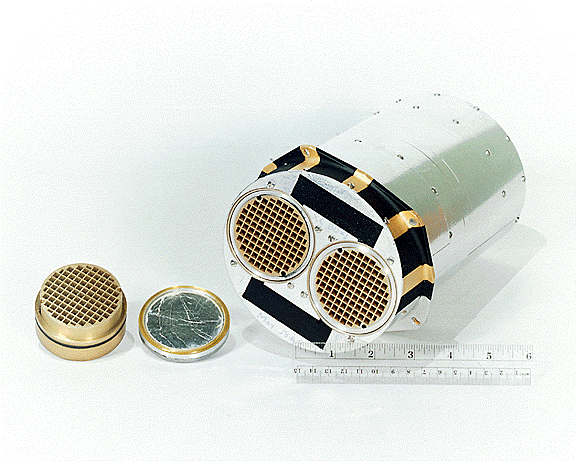
Détecteur gamma du satellite Vela 5B.

#### À la recherche de la source des sursauts gamma

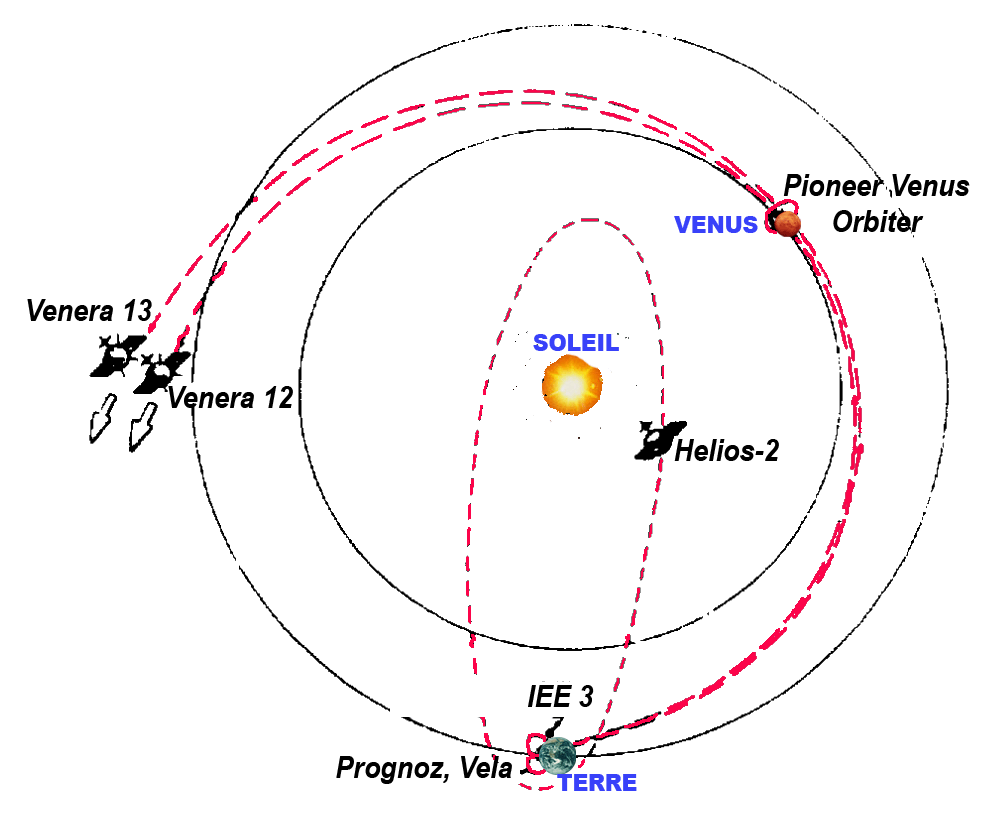
Le premier réseau en (IPN) mis en place à compte de 1978 comprend des détecteurs installés sur plusieurs engins spatiaux choisis parce que la distance entre eux rend un repérage des sursauts gamma par triangulation efficace.

Jusqu'en 1991, très peu de progrès dans l'explication du phénomène sont réalisés car l'observation des rayons gamma d'origine galactique ou extra-galactique présente de nombreuses difficultés. Une observation précise depuis la Terre n'est pas possible car les photons gamma interagissent avec les atomes de l'atmosphère terrestre et se transforment en produisant des cascades électromagnétiques. L'observation depuis l'espace se heurte au très grand pouvoir de pénétration dans la matière des photons gamma très énergétiques, ce qui empêche leur détection à l'aide d'instruments optiques conventionnels. Les détecteurs de rayons gamma disponibles à l'époque sont rudimentaires. Or le positionnement précis de la source dans le ciel est crucial pour pouvoir lui associer un objet céleste (étoile, galaxie...) observable par exemple en lumière visible ou dans le rayonnement X ce qui permet d'expliquer et d'étudier ce phénomène. Par ailleurs compte tenu de la durée très brève du rayonnement gamma (quelques minutes au plus), la rapidité des recherches avec une instrumentation classique est sans doute essentielle pour découvrir sa source
Pour compenser les insuffisances des détecteurs gamma la communauté scientifique installe plusieurs de ces instruments à bord d'engins spatiaux dont la mission les amène à grande distance de la Terre. L'objectif est de reproduire la méthode de triangulation utilisée par la constellation des satellites Vela mais avec un écartement entre les engins spatiaux porteurs beaucoup plus importante pour permettre de situer la source avec une meilleure précision. L'ensemble des détecteurs avec le processus de diffusion des signaux est géré dans le cadre d'une organisation internationale baptisée Interplanetary Network (IPN). Le premier réseau IPN est mis en place à compter de 1978. Il comprend l'observatoire solaire allemand Helios 2, la sonde spatiale américaine Pioneer Venus Orbiter, les deux missions vénusiennes soviétiques Venera 11 et 12 embarquant des détecteurs français, le satellite américain ISEE-3 en orbite autour du point de Lagrange L1 ainsi que le satellite soviétique Prognoz 7 et les satellites Vela encore opérationnels circulant sur une orbite terrestre haute autour de la Terre. Pour la première fois les sursauts gamma observés sont positionnés dans le ciel avec une précision d'environ une minute d'arc.
Le 5 mars 1979, les 9 engins spatiaux composant le réseau IPN à cette date détectent un signal gamma court tellement intense qu'il sature les détecteurs. Mais le pic et la décroissance de l'intensité du rayonnement se présentent sous une forme très différente de celle des sursauts gamma détectés jusque-là. Il s'agit en fait du premier représentant d'une nouvelle classe d'objets célestes : le sursauteur gamma mou. Les astronomes découvrent que la source de SGR 0526-66 est une étoile à neutrons d'un type particulier située à 165 000 années-lumière dans le Grand Nuage de Magellan une galaxie naine satellite de la Voie lactée, notre galaxie. Durant toute cette période aucun objet astronomique remarquable n'est observable dans les régions où sont localisées les sources des sursauts gamma « classiques ». Ne pouvant identifier de manière précise leur source, les astronomes ne peuvent déterminer à quelle distance ils se produisent. Deux théories s'affrontent. Pour certains astronomes, la source se situe à l'extérieur de notre galaxie mais la majorité d'entre eux estime que la quantité d'énergie reçue au niveau de la Terre est trop importante pour qu'elle se produise à une telle distance. Pour ces derniers, ces événements ont lieu dans notre galaxie et constituent une manifestation des étoiles à neutrons.

#### Les observations de Compton Gamma-Ray Observatory (1991): l'origine galactique exclue?

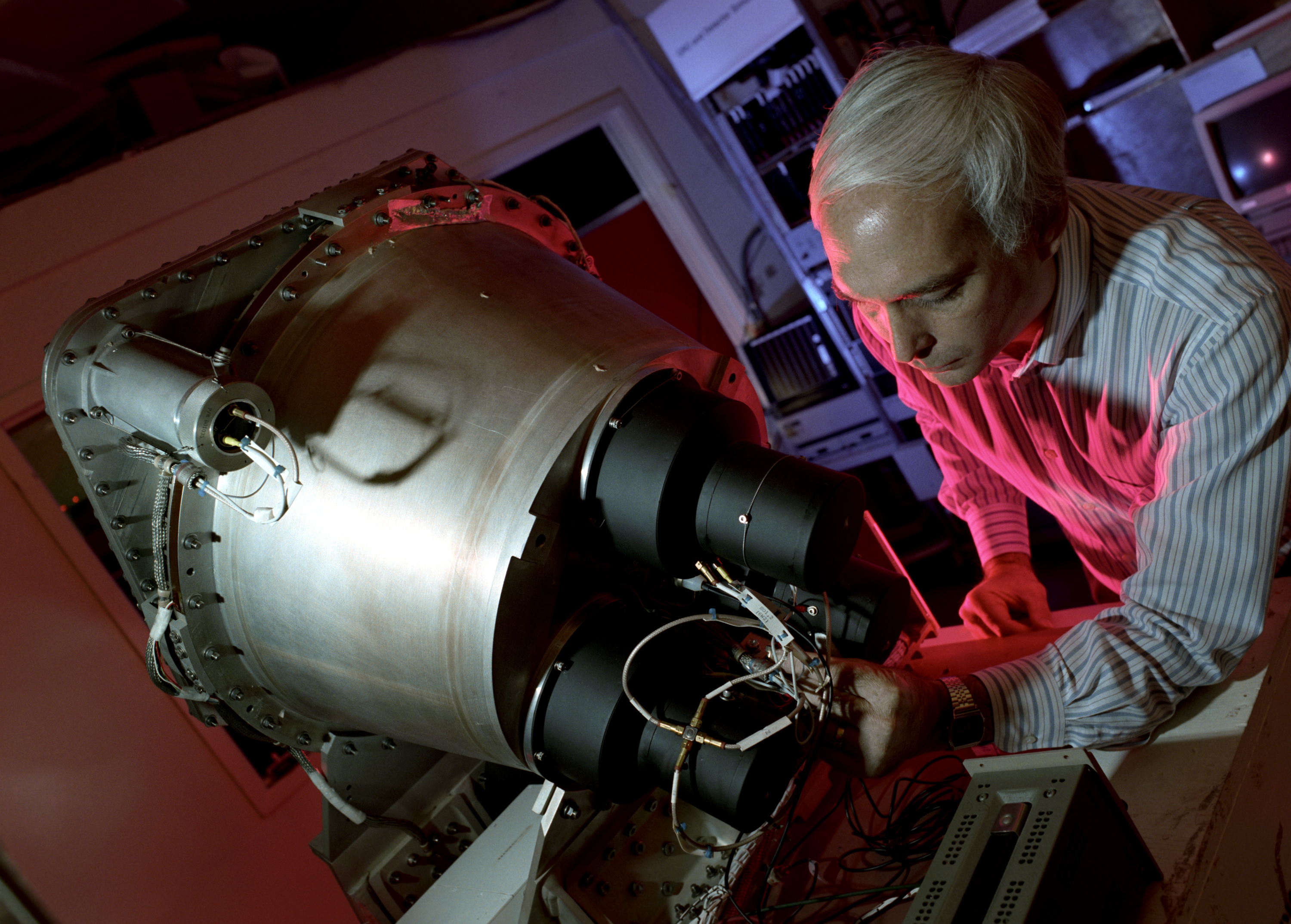
Un des 8 détecteurs de l'instrument BATSE en cours d'assemblage.

En 1991, l'observatoire spatial Compton Gamma-Ray Observatory de la NASA destiné à l'étude du rayonnement gamma commence ses observations en orbite. À l'aide de son instrument BATSE, qui travaille dans la bande spectrale 20 keV-1 MeV, il commence à effectuer un relevé systématique des sources de rayonnement gamma transitoires dont les sursauts gamma. L'instrument permet de scruter l'ensemble du ciel grâce à ses 8 détecteurs placés à chaque coin du corps du satellite. Le champ de vue des détecteurs se recouvre ce qui permet à un sursaut gamma d'être visible simultanément par 4 détecteurs. L'incidence jouant sur l'intensité du signal, cette disposition permet de déterminer la position de la source avec une précision de quelques degrés pour les sursauts gamma les plus intenses. En quelques années, Compton Gamma-Ray Observatory identifie plusieurs centaines de sursauts gamma. Lorsque ces événements sont positionnés sur une carte du ciel (voir illustration ci-contre), les astronomes constatent qu'ils sont distribués de manière parfaitement uniforme dans toutes les directions ce qui exclut que les sursauts gamma se produisent dans le plan galactique (se confond avec l'équateur sur la carte du ciel) où se trouvent la plupart des étoiles de la Voie lactée, notre galaxie. Il ne subsiste plus que deux scénarios. Dans le premier scénario soutenu par les astronomes qui réfutent l'idée que des phénomènes d'une telle puissance puissent se produire à des distances cosmologiques, les sources des sursauts gamma sont distribuées dans le halo galactique, à la lisière de notre galaxie et à une distance d'environ 300 000 années-lumière. Pour le reste de la communauté scientifique l'origine des sursauts est extragalactique et se situe à des milliards d'années-lumière. La distribution régulière des sources est le reflet de l'homogénéité de l'Univers à grande échelle démontrée par d'autres observations astronomiques. En 1995, pour le 75e anniversaire du Grand Débat qui a porté sur la nature des nébuleuses, les partisans des deux théories, Donald Q. Lamb et Bohdan Paczyński, s'affrontent dans le même auditorium du musée national d'histoire naturelle des États-Unis (National Museum of Natural History) à Washington sans parvenir à convaincre leurs auditeurs,.

Les observations de l'instrument BATSE
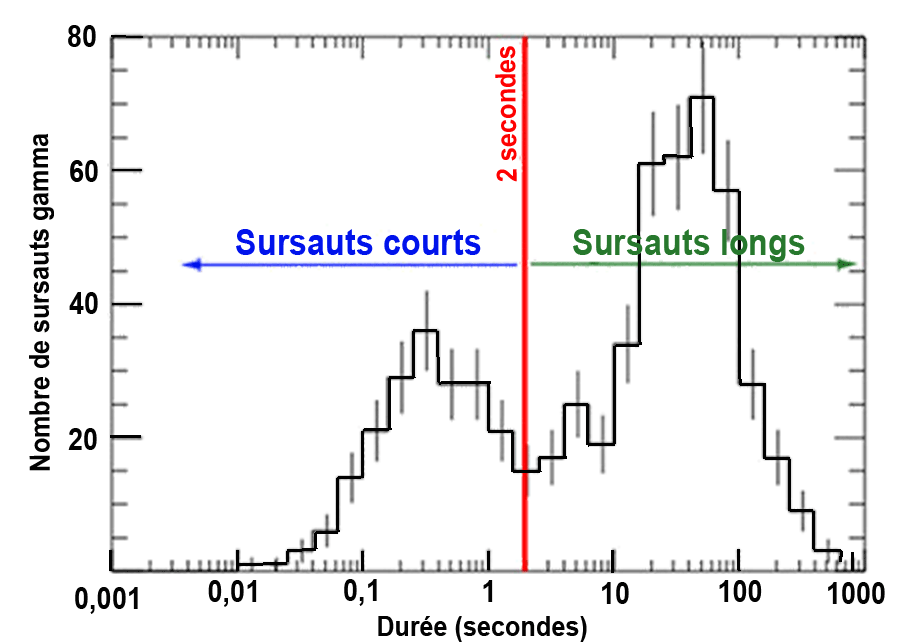
Répartition du nombre de sursauts gamma observés par BATSE (CGRO) en fonction de leur durée : deux classes de sursauts gamma peuvent être clairement distinguées.
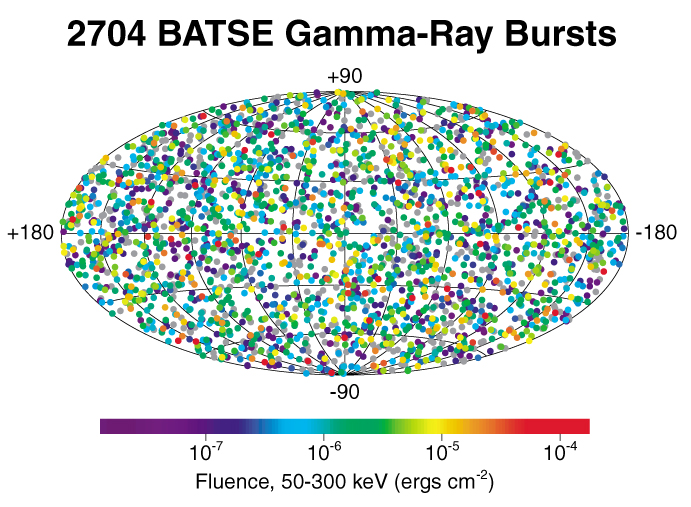
Les sources de sursauts gamma localisées par l'instrument BATSE de l'observatoire spatial CGRO : la distribution est uniforme ce qui implique une origine extragalactique.

#### Confirmation de l'origine extragalactique par BeppoSAX (1997)

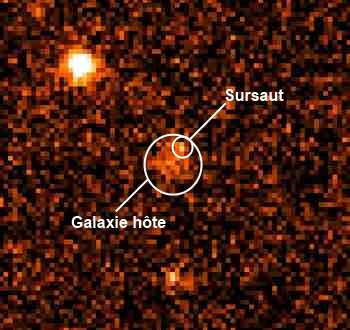
Image de la zone du ciel où est située la rémanence en lumière visible du sursaut gamma GRB 970228 prise par le télescope spatial Hubble. Sa position se superpose pratiquement avec celle d'une galaxie mais les tenants de l'origine galactique ne seront définitivement convaincus qu'avec la découverte de GRB 970508.

L'agence spatiale italienne développe et lance en 1996 le télescope spatial BeppoSAX. Celui-ci n'est pas destiné à l'observation des sursauts gamma mais ses caractéristiques vont permettre d'effectuer une percée décisive. Le satellite combine un détecteur gamma doté d'un large champ de vue et un télescope à rayons X pouvant fournir la position des objets observés avec une grande précision. Plus crucial encore la chaîne de transmission des alertes aux observatoires terrestres est optimisée et ceux-ci disposent de la position d'un sursaut gamma quelques heures après son apparition alors que ce délai se chiffrait en jours pour le réseau IPN. Le 28 février 1997, les instruments de BeppoSAX détectent le sursaut gamma GRB 970228 puis observent quelques heures plus tard une nouvelle source de rayonnement X dont la position est fournie avec une précision de 50 secondes d'arc. Pour la première fois une rémanence du phénomène est observée dans une autre longueur d'onde. L'information est relayée aux observatoires terrestres et une contrepartie optique (en lumière visible), qui disparaît moins d'une semaine plus tard, est découverte sur une photographie prise le même jour par le télescope William-Herschel implanté dans les Îles Canaries.
La position de GRB 970228 est obtenue avec une précision d'une seconde d'arc ce qui permet au télescope spatial Hubble de découvrir à cet emplacement une tache floue bleuâtre que la plupart des spécialistes identifient comme une galaxie lointaine. Cette découverte semble confirmer l'origine extragalactique des sursauts gamma mais les opposants à cette théorie argumentent qu'il peut s'agir de la rémanence d'une étoile à neutrons bien plus proche. Mais le 8 mai 1997, cette théorie est définitivement mise hors course à la suite de la détection par BeppoSax d'un nouveau sursaut gamma dont la contrepartie optique peut être observée par l'observatoire W. M. Keck, à Hawaï, à l'époque le plus grand télescope du monde avec son miroir de 10 mètres de diamètre. Les astronomes obtiennent un spectre de la rémanence de GRB 970508 dans lequel ils identifient sans ambiguïté les raies spectrales du fer et du magnésium sous forme gazeuse. Celles-ci présentent un décalage vers le rouge de 0,83 qui permet d'en déduire la distance de leur source : GRB 970508 se situe à environ 6 milliards d'années-lumière. Un signal radio est également détecté en provenance du même site. Les astronomes déduisent de la forme du signal que sa source se déplace à une vitesse proche de celle de la lumière. Fin 1998, plus de 20 sursauts gamma sont localisés avec une précision de quelques minutes d'arc et pour six d'entre eux la distance est établie grâce à la mesure du décalage vers le rouge du rayonnement. Ces observations réfutent définitivement la théorie d'une source située dans la Voie lactée (notre galaxie) mettant fin à une polémique qui dure depuis une décennie.

### À la recherche de la genèse du phénomène
Si l'origine extragalactique des sursauts gamma ne fait désormais plus de doute, la genèse du phénomène est toujours loin d'être résolue. Sur la base des découvertes effectuées, les spécialistes estiment que la quantité d'énergie libérée est comprise entre 1051 et 1052 ergs un chiffre comparable à l'énergie dégagée par une supernova (1051 ergs soit la conversion de 1 % de la masse du Soleil en énergie). Ce chiffre est également compatible avec plusieurs processus imaginés par les astrophysiciens. Toutefois la découverte du sursaut gamma GRB 971214, caractérisé par un décalage vers le rouge très élevé de 3,42, jette le doute sur le mécanisme de production car la quantité d'énergie libérée est évaluée comme étant 10 fois supérieure. Mais l'année suivante, on découvre que le faisceau d'énergie des sursauts gamma est sans doute directionnel et émis dans un volume d'espace de 0,1 stéradian ce qui ramène la quantité d'énergie libérée à des valeurs normales. Une deuxième découverte va permettre d'avancer. Le sursaut gamma GRB 980425 est détecté le 25 avril 1998. Son signal est normal mais les astronomes se rendent compte que la contrepartie optique ne s'affaiblit pas. Celle-ci se superpose avec une supernova brillante apparue au même moment dans une galaxie voisine. L'observation des galaxies dans lesquelles sont localisés les autres sursauts gamma démontrent que ceux-ci apparaissent parmi des étoiles jeunes. Ce constat contredit la thèse la plus courante qui associe le sursaut gamma à la fusion de deux étoiles à neutrons : en effet cet événement se produit généralement plus d'un milliard d'années après l'apparition de l'étoile donc dans des galaxies peuplées d'étoiles vieillissantes. La découverte de caractéristiques spectrales d'une supernova lors de l'observation du sursaut gamma GRB 030329 le 23 mars 2003 permet d'associer définitivement le sursaut gamma long à l'effondrement d'une étoile géante aboutissant à la formation d'une supernova. En revanche, le mécanisme de production et la localisation des sursauts courts, très difficiles à observer du fait de leur brièveté, restent à cette époque inconnus,.

## Swift: une mission destinée à l'étude des sursauts gamma
En 2004, les découvertes effectuées par le télescope spatial BeppoSAX ainsi que les observations réalisées par la suite depuis le sol permettent de déterminer que les sursauts gamma se produisent dans des galaxies lointaines (décalage vers le rouge compris entre 0,0085 et 4,5). À cette date, la distance d'une trentaine de ces événements est déterminée. Mais, du fait de la brièveté du phénomène (moins de quelques minutes), il est très difficile de fournir à temps une localisation suffisamment précise pour permettre des observations détaillées : à l'exception de deux cas, les observations ne peuvent être effectuées qu'après un délai compris entre 3 et 8 heures et n'ont donc porté que sur les émissions postérieures au sursaut gamma.
L'architecture du télescope Swift est conçue pour, à la fois, accélérer la diffusion de l'information vers les télescopes terrestres et poursuivre de manière autonome l'étude sur une grande plage de longueurs d'onde :
- Transmettre la position d'un sursaut gamma dans les secondes qui suivent sa détection aux astronomes travaillant depuis le sol pour qu'ils puissent pointer leurs instruments terrestres et éventuellement d'autres télescopes spatiaux comme Hubble avant l'extinction de l'émission de photons gamma. Compte tenu de la courbe de distribution des durées des sursauts gamma, les concepteurs de la mission estiment que, dans environ 10 % des cas, les observations dans le rayonnement X et ultraviolet peuvent être effectuées alors que le sursaut gamma est toujours en cours.
- Effectuer immédiatement avec les instruments à bord des observations de l'événement sur un large spectre électromagnétique allant des rayons gamma à la lumière visible en passant par l'ultraviolet et les rayons X.

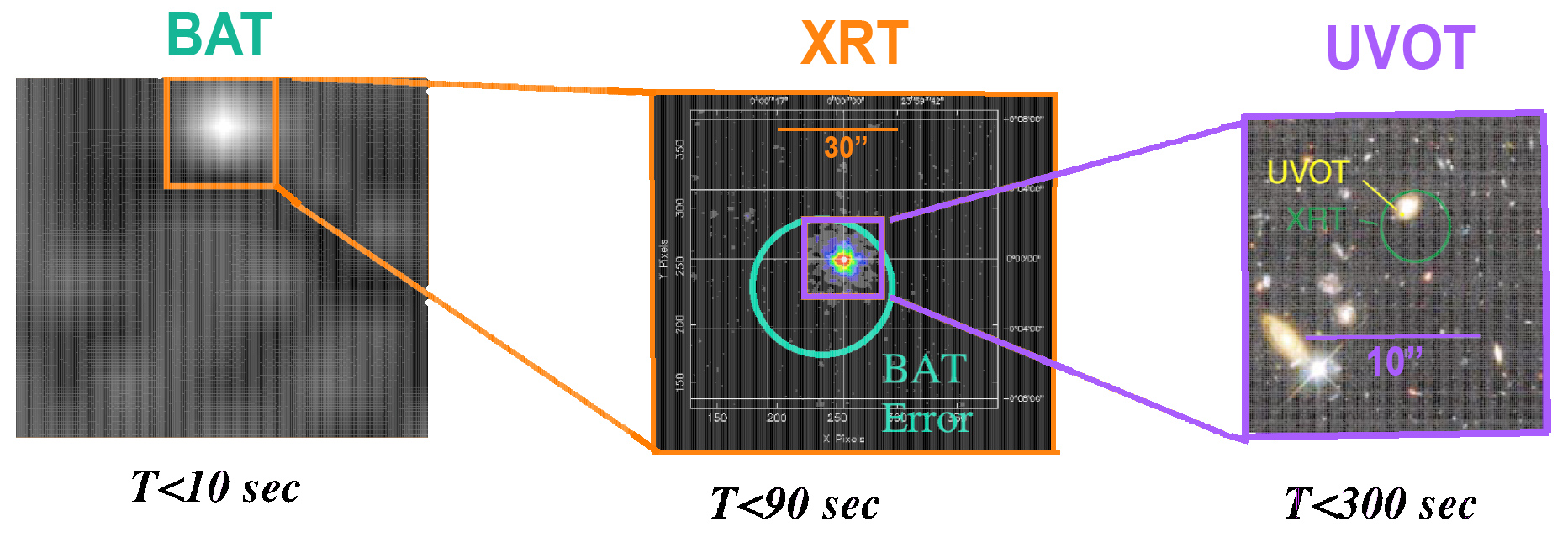
Les trois instruments de Swift sont utilisés successivement par le logiciel embarqué pour affiner la localisation du sursaut gamma sans intervention humaine : moins de 300 secondes après la détection du sursaut une position de l'ordre de la seconde d'arc peut être fournie.

Pour remplir ces objectifs l'observatoire spatial combine plusieurs dispositifs :
- Le détecteur de rayons gamma (BAT) est doté d'un large champ de vue (un huitième de la sphère céleste) et d'une sensibilité suffisante pour fournir une première localisation précise d'une centaine de sursauts gamma par an.
- Le logiciel embarqué détermine sans intervention du sol, en fonction de certains paramètres, si l'événement détecté par l'instrument BAT mérite une observation plus poussée et, en cas de réponse positive, déclenche une rotation du satellite pour pointer un télescope à rayons X et un télescope visible/ultraviolet co-alignés vers la source localisée par BAT. Le programme calcule la meilleure trajectoire de rotation pour éviter de diriger les instruments sensibles vers le Soleil, la Lune ou la Terre.
- Le satellite peut modifier rapidement son orientation grâce à des roues de réaction tout en ayant la capacité à faire face aux variations rapides de température qui découlent du changement des zones exposées au Soleil. C'est à cette agilité que le télescope spatial doit son nom : Swift est la désignation anglaise du martinet, un oiseau capable d'effectuer en vol de rapides changements de direction[16],[17]. En 2018, le nom de Neil Gehrels est ajouté à la dénomination du télescope[18].
- Le système de télécommunications de Swift est conçu pour fournir les informations de localisation aux stations terrestres en quasi temps réel. Dans la mesure où le satellite circule en orbite basse, il n'est à portée de réception de la station terrestre qu'une dizaine de fois par jour. Pour contourner ce problème les données sont envoyées vers les satellites de télécommunications TDRS de la NASA situées en orbite géostationnaire dont au moins un exemplaire est toujours visible depuis le télescope spatial. Depuis cette orbite haute, ces satellites sont en permanence en vue des stations terrestres et ils relaient l'information transmise par Swift.

## Objectifs scientifiques détaillés

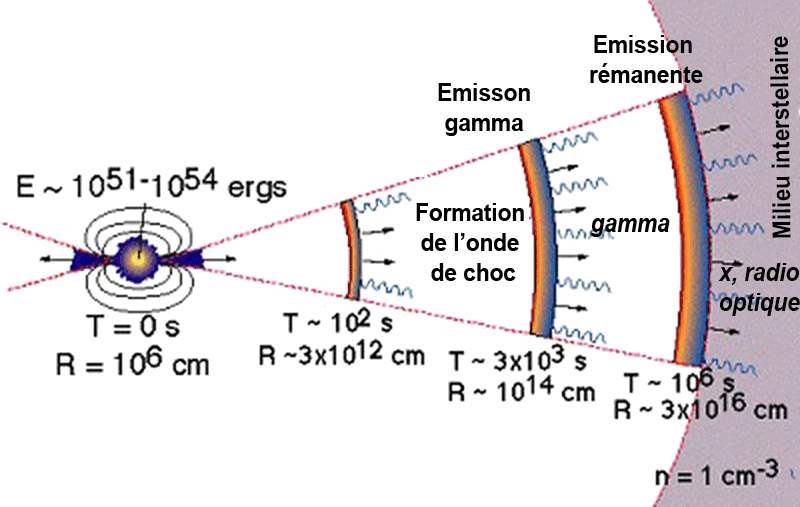
Le modèle de la boule de feu est la théorie admise de production du rayonnement des sursauts longs.

Les objectifs détaillés de la mission Swift à son lancement sont les suivants :

### Identification de l'événement générateur et catégorisation du phénomène
La durée des sursauts gamma est très variable (de quelques millisecondes à plus d'une minute) avec une durée moyenne comprise entre 2 et 10 secondes. Les émissions postérieures au sursaut gamma proprement dit dans le domaine spectral des rayons X et de la lumière visible ont des caractéristiques variables qui peuvent traduire des processus de genèse variés. À la date du lancement de Swift, deux processus générateurs de sursaut gamma sont identifiés : l'effondrement gravitationnel d'une étoile géante aboutissant à la formation d'un trou noir et la fusion de deux étoiles à neutrons binaires. Mais d'autres processus peuvent produire des sursauts gamma : certains théoriciens affirment à l'époque que l'évaporation des trous noirs peut également produire un sursaut gamma d'une durée inférieure à 2 secondes. Dans ce contexte la mission Swift a pour objectif de :
- Observer le rayonnement gamma et les émissions sur les autres longueurs d'onde de plusieurs centaines de sursauts.
- Détecter des sursauts plus courts, plus longs et jusqu'à trois fois plus faibles que ceux découverts avec l'instrument BATSE de l'observatoire spatial Compton Gamma-Ray Observatory, qui constitue la mission la plus récente placée en orbite pour étudier ce phénomène.
- Identifier les galaxies qui hébergent les sursauts gamma en fournissant la position des sources avec une précision de l'ordre de la seconde d'arc. L'objectif est notamment de déterminer si les sursauts gamma se produisent systématiquement dans des galaxies pouponnières d'étoiles.
- Mesurer la distribution de la distance des sursauts gamma (via la détermination du décalage vers le rouge), et étudier comment les valeurs prises par l'énergie et la luminosité évoluent en fonction de celle-ci.
- Analyser l'environnement local des sursauts gamma en particulier la densité de la poussière interstellaire présente. Cette valeur est un marqueur du processus de formation des étoiles.

### Détermination des processus physiques et déroulement du sursaut gamma
Les sursauts gamma constituent les événements les plus puissants de l'Univers connu après le Big Bang. Les énergies en jeu sont beaucoup plus importantes que tout ce qui peut être reproduit en laboratoire. Chaque sursaut gamma est à ce titre une source d'informations potentielle sur la physique nucléaire et fondamentale. L'explosion balaie le milieu interstellaire avec des débris qui, pour certains, atteignent des vitesses proches de celle de la lumière dans le vide. L'onde de choc réchauffe les gaz environnants en les portant à des températures extrêmement élevées et déclenche peut être la formation de nouvelles étoiles. Ce sont les interactions au sein de cette onde de choc et avec le milieu environnement qui produisent l'émission des rayons gamma que nous voyons. La portée de cette onde de choc et la largeur du faisceau gamma émis restent à préciser. Dans ce contexte, Swift doit :
- Effectuer des mesures détaillées des émissions sur l'ensemble du spectre électromagnétique immédiatement après le sursaut gamma.
- Mesurer durant plusieurs jours les émissions postérieures au sursaut lui-même dans de nombreuses longueurs d'onde pour permettre la reconstruction de l'évolution de l'onde de choc.
- Rechercher les raies spectrales dans le rayonnement X qui peuvent fournir des informations sur les éléments chimiques présents dans l'onde de choc et sur sa structure.

### Détermination des caractéristiques de la phase primordiale de l'Univers
Selon certains théoriciens, une petite fraction des sursauts gamma se sont produits au sein des premières étoiles de l'univers (étoiles de population III). Ces étoiles se distinguent par leur masse (en moyenne 100 à 1 000 fois plus importante que celle de notre Soleil) et leur composition chimique (absence d'éléments chimiques plus lourds que l'hydrogène et l'hélium). Compte tenu de leur masse, leur mort doit générer un sursaut gamma. Swift doit donc pouvoir cartographier ces étoiles qu'aucun télescope existant ne peut observer. Sur ce thème, les objectifs de la mission Swift sont les suivants :
- Utiliser les sursauts gamma comme des balises signalant les étoiles de l'univers primordial grâce à l'étude des émissions postérieures au sursaut gamma et fournir des positions précises pour permettre de poursuivre des observations plus poussées avec les télescopes terrestres les plus puissants.
- Utiliser l’absorption des rayons X émis par les sursauts gamma pour déterminer la quantité de gaz et de poussière invisible présents sur la trajectoire entre la source et la Terre et contribuer ainsi à déterminer les caractéristiques du milieu intergalactique et celui des groupes de galaxies.
- Mesurer le taux de formation d'étoiles dans l'Univers à des distances beaucoup plus importantes que ce qui est connu jusque-là.
- Mesurer la somme des lignes d'absorption dans le spectre optique des quasars et des galaxies lointaines pour déterminer la structure en réseau des chaines de galaxies et de groupes de galaxies.

### Recensement des sources de rayons X durs
Swift effectue un recensement poussé des émissions de rayons X dur émanant de l'ensemble de la voûte céleste. La sensibilité des instruments de Swift, 20 fois supérieure à celle des instruments existants sur cette partie du spectre électromagnétique, doit permettre de découvrir 400 trous noirs supermassifs dont les émissions en rayons X mous sont actuellement masquées.

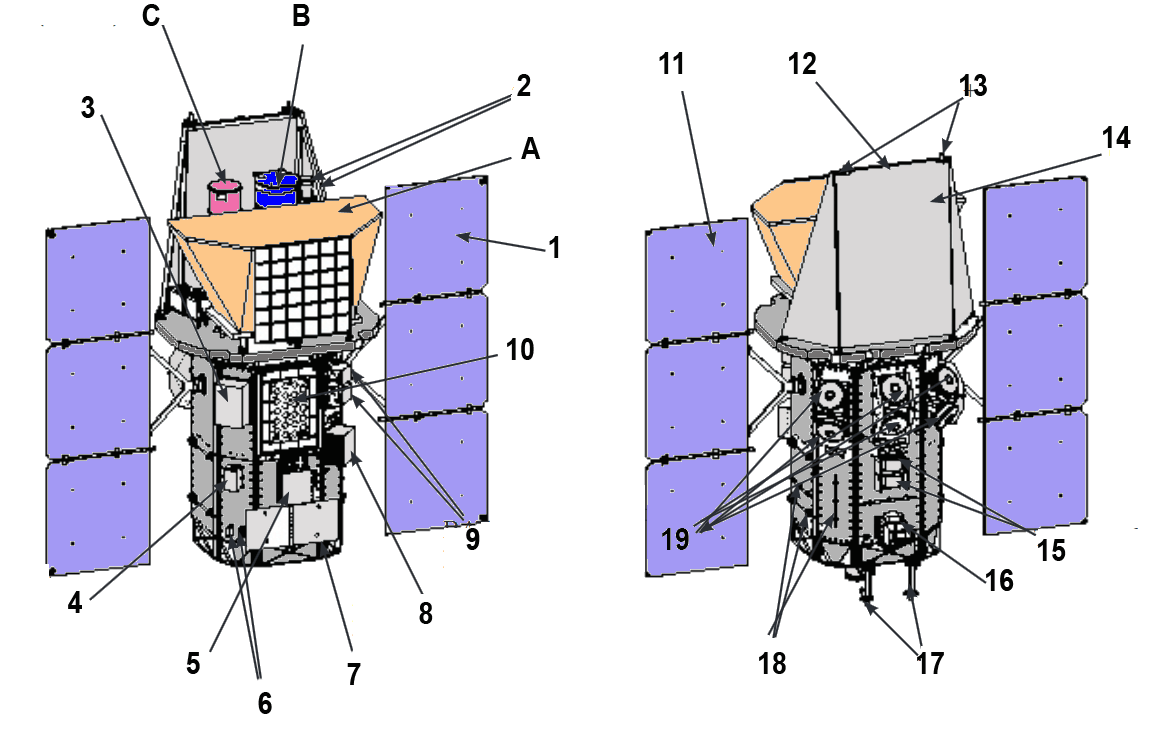
Schéma du télescope Swift : A : Télescope X/gamma BAT - B : Télescope X XRT - C : Télescope ultraviolet/visible UVOT
1 et 11 : Panneaux solaires - 2 : Viseurs d'étoiles (2) - 3 : Alimentation électrique instrument BAT - 4 : Mémoire de masse - 5 : Électronique - 6 : Magnétomètres (2) - 7 : Radiateur de l'instrument XRT - 8 : Boitier distribution électrique - 9 : Processeur d'image de l'instrument BAT - 10 : Batterie - 12 : Capteurs solaires - 13 : Antennes X - 14 : Pare-soleil - 15 : Répéteurs - 16 : Électronique de l'instrument XRT - 17 : Antennes X - 18 : Magnéto-coupleurs (2) - 19 : Roues de réaction (6).

## Caractéristiques techniques

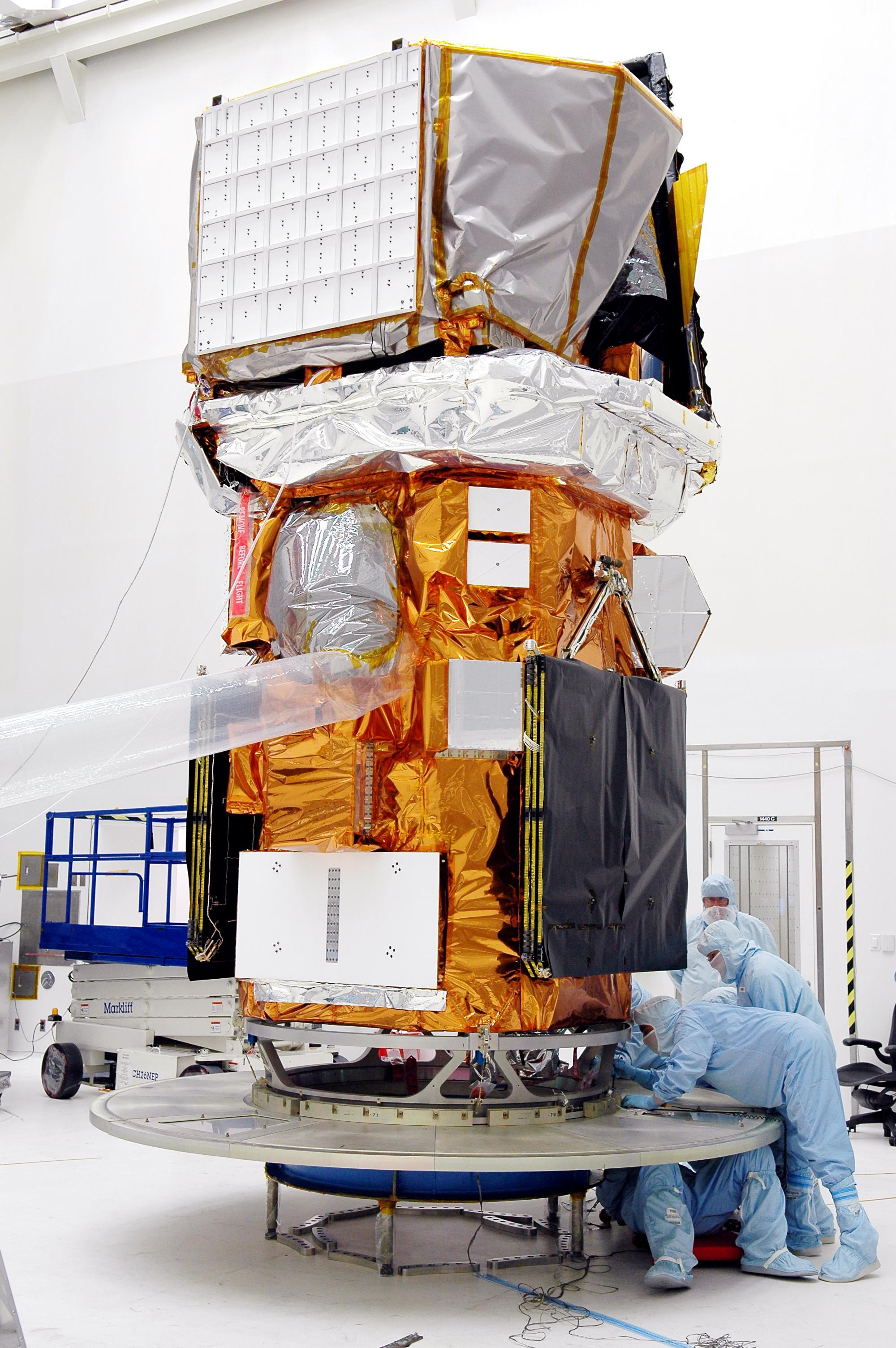
Swift peu avant son lancement.

Le satellite comporte une plate-forme comprenant toutes les servitudes et d'un module regroupant les trois instruments formant la charge utile. La masse totale du télescope est de 1 467 kg dont 834 kg d'instrumentation scientifique.

### Plate-forme
La plate-forme du télescope spatial est fournie par la société américaine Spectrum Astro, à l'époque une filiale de General Dynamics, dont l'activité est reprise en 2016 par le constructeur de lanceurs et de satellites Orbital ATK. Cette plate-forme se caractérise par sa grande manœuvrabilité et la grande précision du pointage. La plate-forme est une structure à 6 faces. Les boîtiers électroniques et les équipements sont montés sur les faces extérieures, pour permettre d'insérer les longs tubes de la partie optique des télescopes X et ultraviolet. L'énergie électrique est fournie par deux ailes disposant d'un degré de liberté et composées chacune de 3 panneaux solaires. Ceux-ci utilisent des cellules photovoltaïques triple jonction GaAs/Ge fournissant en tout 2 132 watts en fin de mission. Swift est stabilisé sur 3 axes. Le pointage est effectué grâce à des roues de réaction et est connu avec une précision de 2,2 secondes d'arc. Ce dispositif lui permet de pivoter de 50° en moins de 75 secondes. Le télescope dispose de deux méthodes pour communiquer avec le sol. Il peut transmettre à tout moment les données en passant par la constellation de satellites géostationnaires de la NASA, les TDRS avec un débit de 2 kilobits par seconde. Les données scientifiques détaillées sont stockées à bord dans une mémoire de masse de 32 gigabits et sont transmises avec un débit de 2,25 mégabits par seconde lorsque le télescope spatial survole la station de Malindi. Le télescope spatial est conçu pour une durée de vie de 7 ans,.

## Instrumentation scientifique
Le satellite comprend trois instruments dont les axes optiques sont parallèles. Lorsqu'un nouveau sursaut gamma est détecté ils sont utilisés dans l'ordre de leur description ci-dessous afin d'affiner progressivement la position de la source :
- Burst Alert Telescope, ou BAT, télescope observant les rayons X durs/gamma mous[N 3] de 15 à 350 keV d'énergie sur une grande partie du ciel (2 stéradians). Il effectue le premier repérage et calcule des coordonnées du sursaut gamma avec une précision de plusieurs minutes d'arc.
- X-Ray Telescope, ou XRT, télescope à rayons X mous de 0,2  à   10 keV d'énergie. Il permet d'affiner la position de la source avec une précision de quelques secondes d'arc près.
- UltraViolet/Optical Telescope, ou UVOT, télescope UV/Optique de 170 à 650 nm fournit la position de la source avec une précision d'une fraction de seconde d'arc.

| Instrument                           | BAT                                                               | XRT                                                                  | UVOT                                                              |
| ------------------------------------ | ----------------------------------------------------------------- | -------------------------------------------------------------------- | ----------------------------------------------------------------- |
| Type                                 | masque codé                                                       | Wolter I                                                             | Ritchey-Chrétien                                                  |
| Spectre (énergie ou longueur d'onde) | Rayons X durs / rayons gamma mous (15–150 keV)                    | Rayons X mous (0,2-10 keV)                                           | Ultraviolet/Visible (170 - 650 nm)                                |
| Champ de vue                         | 2 stéradians                                                      | 23,6 × 23,6 minutes d'arc                                            | 17 × 17 minutes d'arc                                             |
| Résolution angulaire                 | 1 à 4 minutes d'arc                                               | 3 à 5 secondes d'arc                                                 | 0,5 seconde d'arc                                                 |
| PSF                                  | 17 minutes d'arc                                                  | 18 secondes d'arc à 1,5 keV                                          | 2,5 secondes d'arc à 350 nm                                       |
| Type détecteur                       | Tellurure de cadmium-zinc                                         | Dispositif à transfert de charges de l'instrument EPIC de XMM Newton | CCD intensifié                                                    |
| Nombre éléments détecteur            | 256 modules de 128 éléments                                       | 600 × 600 pixels                                                     | 2 048 × 2 048 pixels                                              |
| Sensibilité                          |                                                                   | 2 × 10−14 erg cm−2 s−1 (temps d'exposition de 10 000 secondes)       | Magnitude 22,3 sans filtre (temps d'exposition de 1 000 secondes) |
| Autre(s) caractéristique(s)          | Surface du détecteur : 5 200 cm2 Élément détecteur : 4 × 4 × 2 mm | Superficie effective : 135 cm2 à 1,5 keV                             | Ouverture de 12,7 7 filtres, magnitude > 7                        |
| Masse                                | 198,1 kg                                                          |                                                                      |                                                                   |

### Instrument BAT (rayons X durs/gamma mous)

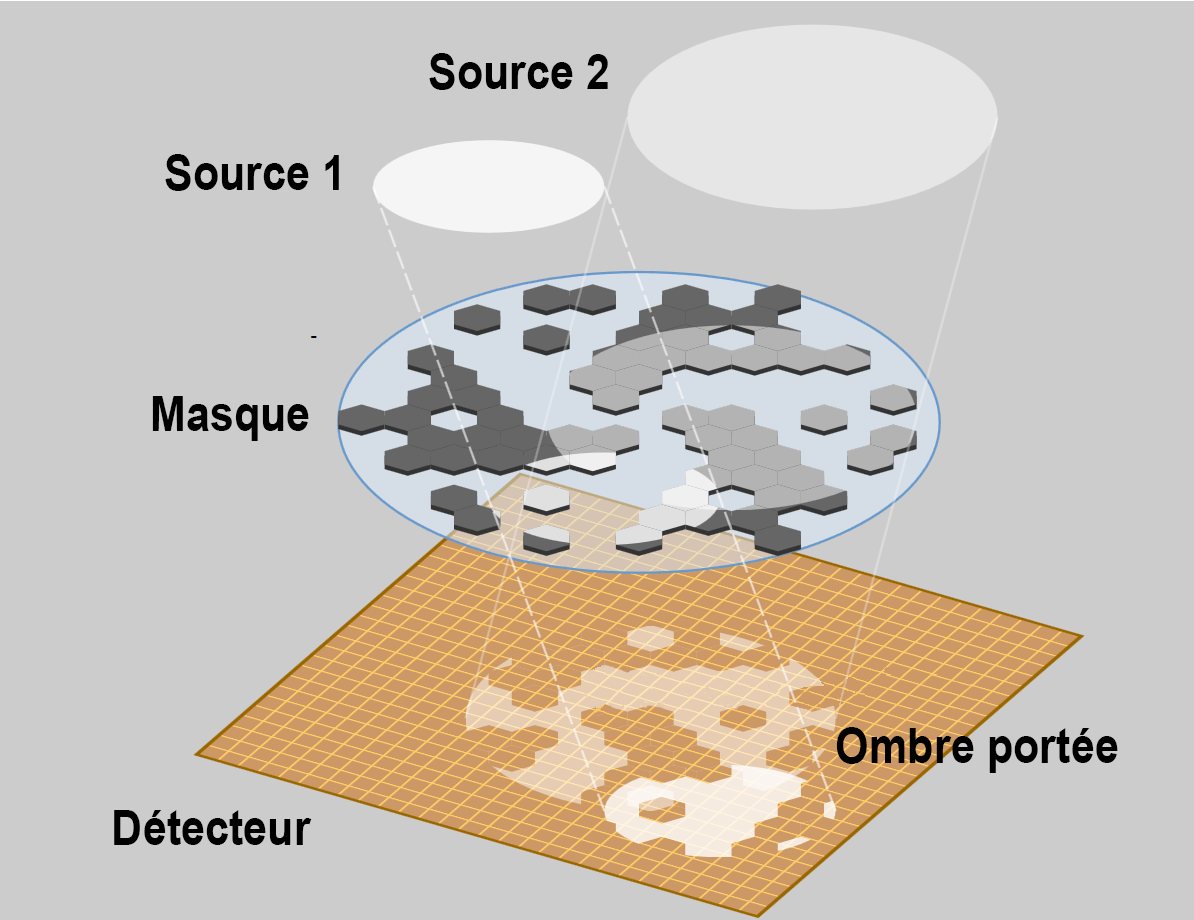
Schéma montrant le principe de fonctionnement d'un télescope à masque codé avec deux sources de rayonnement.

BAT (Burst Alert Telescope) est un télescope à masque codé. Cette technique optique est utilisée pour obtenir une image des émissions de photons à haute énergie (rayons X durs, rayons gamma), qu'un dispositif optique classique (lentille, miroir) ne peut faire converger vers le détecteur car ils traversent ces éléments optiques sans dévier. Le masque codé est interposé au-dessus du détecteur et est partiellement opaque aux photons étudiés. Il est percé de trous formant un motif qui est reproduit sur le détecteur par les photons qui ne sont pas rejetés par le masque. En fonction du décalage horizontal de cette ombre portée sur le plan du détecteur, le gisement de la source des photons peut être déterminée. BAT dispose d'un détecteur d'une superficie de 0,52 m2 composé de 32 768 éléments en tellurure de cadmium-zinc d'une superficie de 4 × 4 mm.
Le détecteur est placé 1 mètre derrière un masque codé. Celui-ci, d'une superficie de 2,7 m2, est composé de 52 000 éléments en plomb de forme carrée de 5 × 5 mm et d'une épaisseur de 1 mm. Les éléments du masque codé sont fixés sur une structure en matériau composite (nid d'abeille) de 5 cm d'épaisseur. Le masque, qui a la forme d'un « d » aux coins coupés long de 2,4 mètres et large de 1,2 mètre, est fixé au-dessus du plan du détecteur via des montants en fibre composite. Le masque est ouvert à 50 % c'est-à-dire que 50 % de sa superficie est constituée de trous. Le motif du masque n'est pas du type URA (Uniformly Redondant Array) car cette forme qui normalement limite l'influence du bruit de fond ne convient pas du fait des caractéristiques particulières de BAT à savoir le champ optique grand angle retenu (la surface du masque est beaucoup plus importante que celle du détecteur) et le plan du détecteur non uniforme (il y a des lacunes entre les modules composant le détecteur).

BAT
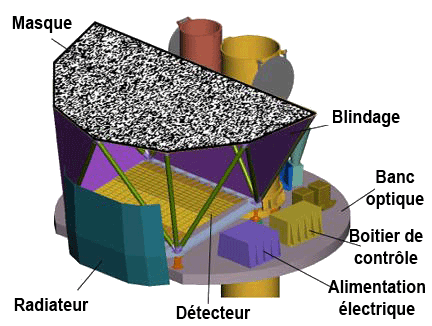
Schéma de l'instrument BAT.
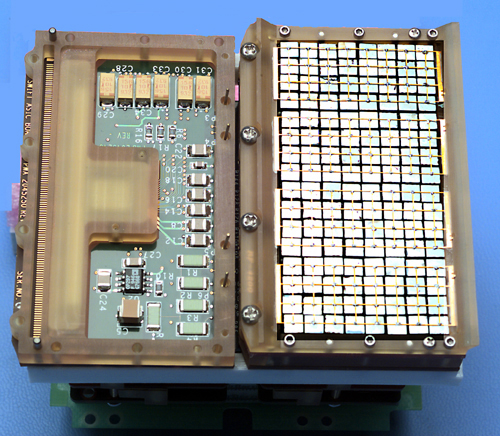
Un des modules du détecteur de BAT.
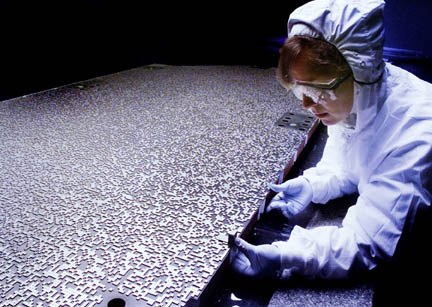
Le masque codé de BAT en cours d'assemblage.

### Télescope XRT (rayons X mous)
XRT (X-Ray Telescope) est un télescope à rayons X mous (0,2-10 keV) qui doit fournir la position, le spectre et la brillance des sursauts gamma et des émissions postérieures en couvrant la décroissance des flux de photons sur 7 ordres de grandeur. Tous les sursauts gamma observés à l'aide de BeppoSax démontrent que le pic gamma est systématiquement suivi d'une émission de rayonnement X d'une durée de 6 à 8 heures alors que la contrepartie optique ne semble exister que dans 60 % des cas. Alors que les observations du rayonnement X avec BeppoSax ne débutent qu'après une décrue de 4 à 5 ordres de grandeur de l'intensité de l'émission, il est prévu que les observations débutent avec XRT dans certains cas alors que le sursaut gamma proprement dit est toujours en cours. XRT doit également permettre d'affiner la position fournie par l'instrument BAT en faisant passer celle-ci de 1-4 minutes d'arc à 2,5 secondes d'arc en moins de 10 secondes. Dans certains cas, l'instrument est capable de fournir le décalage vers le rouge (donc la distance) de la source.
Le télescope XRT est développé pour un coût réduit grâce à l'utilisation de composants développés pour des missions spatiales précédentes. Le télescope de manière globale est dérivé du télescope JET-X développé par l'université de Leicester, en Angleterre pour l'observatoire spatial russe Spectrum X-Gamma projet abandonné faute de financement puis refondu pour devenir Spektr-RG. Le télescope utilise en particulier le miroir de type Wolter I développé par l'observatoire astronomique de Brera. Le détecteur est un CCD de la société e2v développé pour l'instrument EPIC de la mission XMM-Newton de l'Agence spatiale européenne. Enfin l'électronique est dérivée de celle d'EPIC et de celle de l'instrument CUBIC du satellite SAC-B.
La structure du télescope repose sur une pièce annulaire centrale l'OBIF (Optical Bench Interface Flange) réalisée en aluminium sur laquelle sont fixés les tubes avant arrière du télescope d'un diamètre de 508 mm (l'anneau est situé au 2/3 avant) ainsi que le miroir. Le miroir de type Wolter I est constitué de 12 coquilles concentriques en nickel recouverts d'une couche d'or avec une longueur focale de 3,5 mètres.

XRT
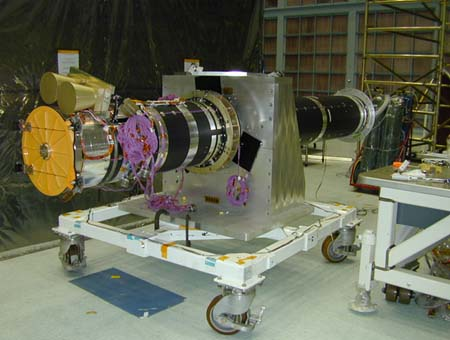
XRT en cours d'intégration dans l'observatoire spatial Swift.
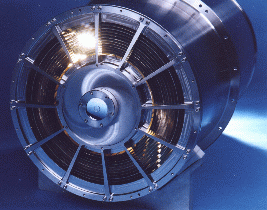
Miroir de type Wolter I.

### Télescope UVOT (rayons ultraviolet)
UVOT (UltraViolet/Optical Telescope) est un télescope optique utilisant une monture Ritchey-Chrétien modifiée avec un miroir primaire de 30 cm de diamètre et une ouverture de 12,7. La lumière est redirigée par un miroir incliné à 45° vers un des deux détecteurs redondants en passant à travers une roue porte-filtres à 11 positions. Son champ optique est de 17 minutes d'arc. La roue porte-filtres permet d'interposer 6 filtres à bande spectrale large (respectivement UVW2, UVM2, UVW1, U, B et V). Le capteur est constitué par un capteur CCD intensifié ayant une définition de 2 048 × 2 048 pixels : chaque pixel représente donc un secteur de 0,5 × 0,5 seconde d'arc. Il permet d'observer à la fois en lumière visible et dans l'ultraviolet (170  à   650 nanomètres). Son axe est parallèle à celui du télescope XRT ce qui permet de rapprocher les observations effectuées dans le domaine des rayons X avec des sources observées par l'instrument dans le spectre visible. Il permet d'identifier la contrepartie optique des sursauts gamma et d'évaluer leur distance. Le télescope avec ses détecteurs dérive directement de l'instrument OM (Optical Monitor) de l'observatoire spatial XMM-Newton de l'Agence spatiale européenne.

UVOT
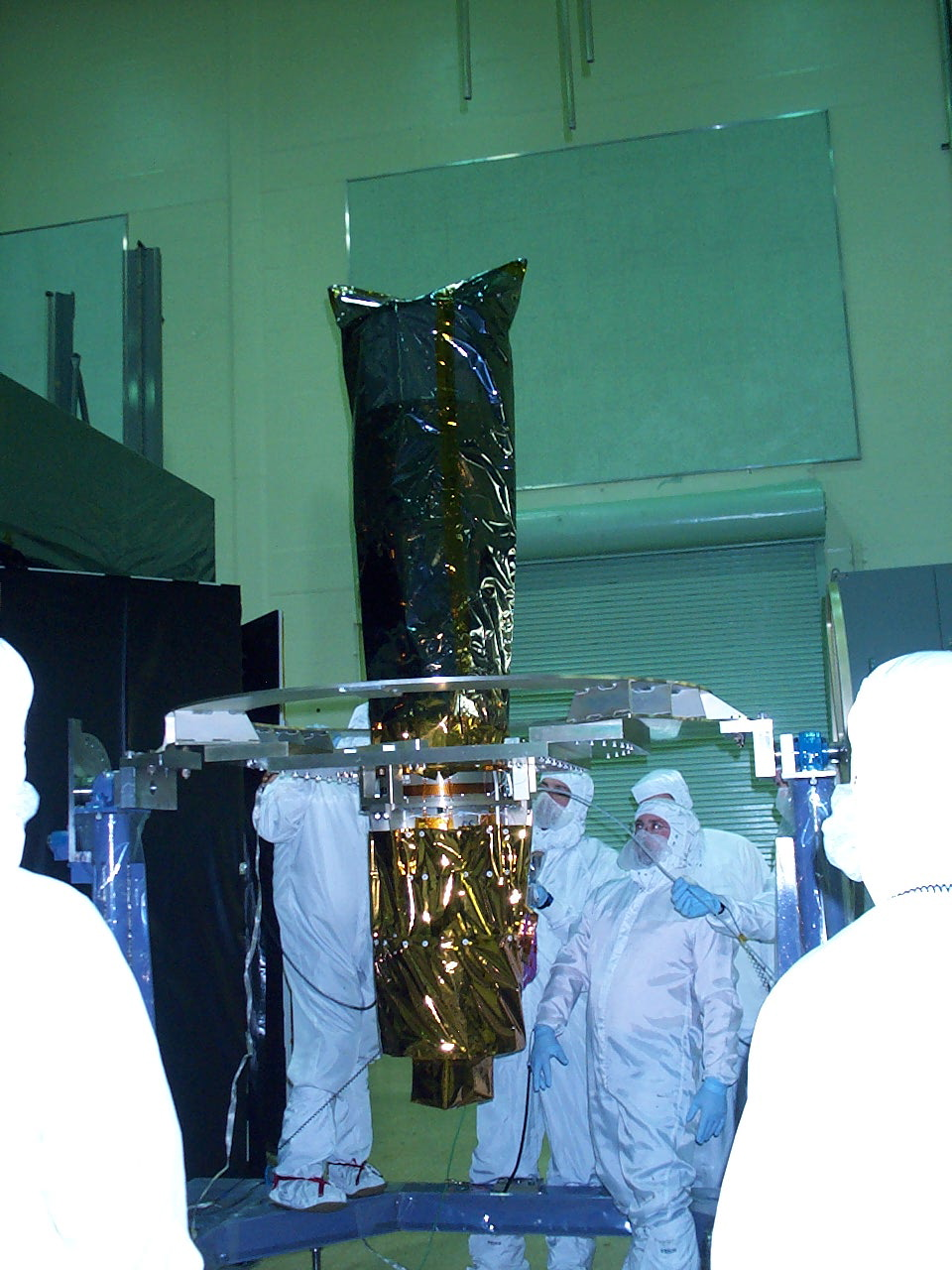
UVOT en cours d'intégration dans l'observatoire spatial Swift.
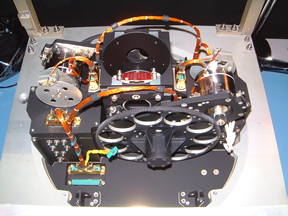
Roue à filtres.

## Développement de la mission et lancement

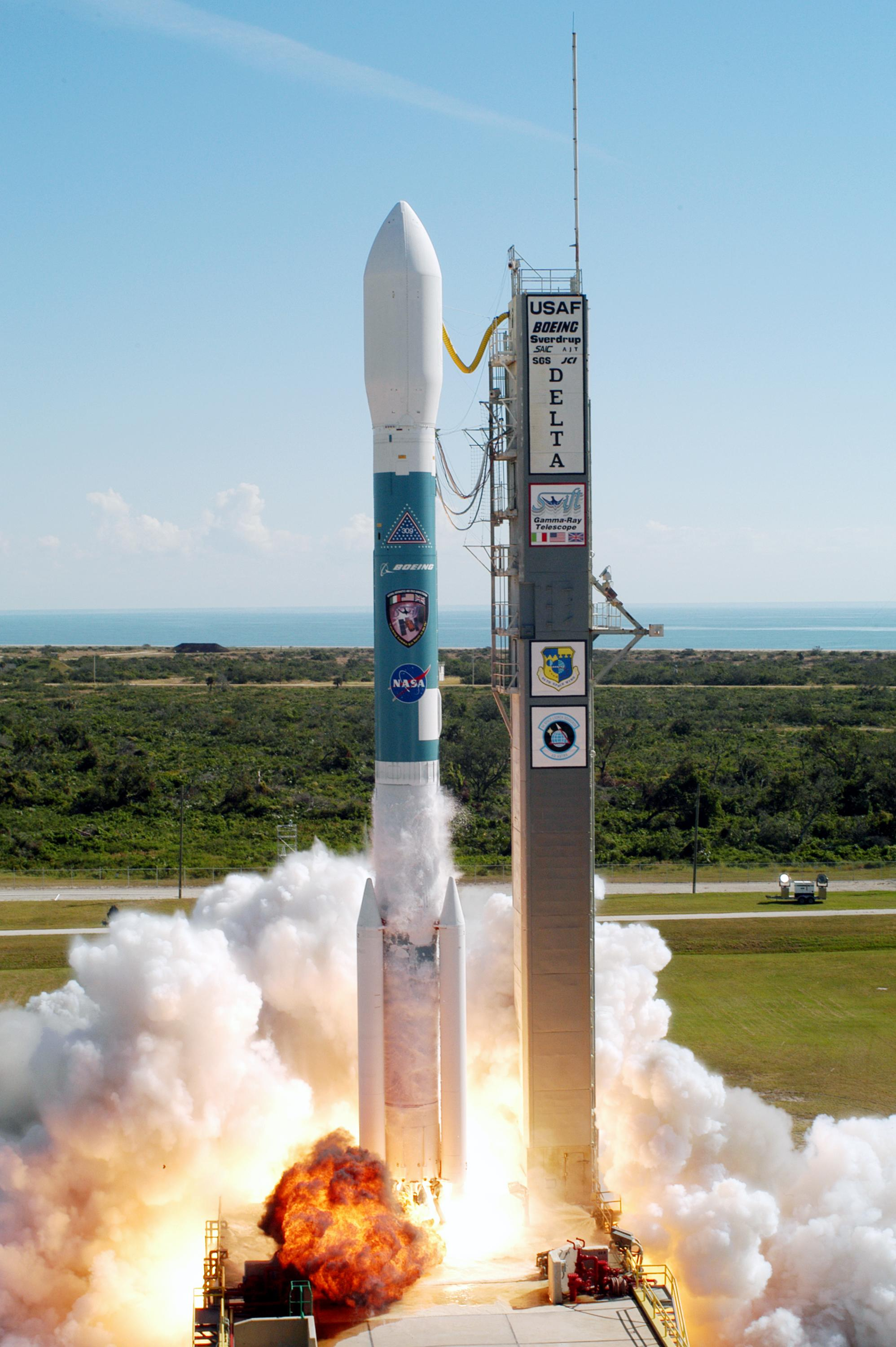
Lancement de la mission Swift (octobre 2004).

En octobre 1999, la NASA sélectionne deux missions spatiales dans le cadre de son programme Explorer qui regroupe des projets scientifiques gérés par le centre de vol spatial Goddard : un satellite d'astrométrie FAME qui est abandonné par la suite du fait d'un dépassement de budget et Swift qui a pour objectif l'étude des sursauts gamma. Swift est une mission Explorer de coût intermédiaire MIDEX (medium-class Explorer) évalué à l'époque à 163 millions de dollars américains.
La construction du satellite est confiée à la société General Dynamics. Les instruments sont réalisés par différents laboratoires américains et internationaux. La réalisation du télescope gamma BAT est prise en charge par le centre de vol spatial Goddard. Le télescope XRT est réalisé principalement par une équipe de l'université d'État de Pennsylvanie avec des participations italiennes (le miroir est fourni par l'Osservatorio Astronomico di Brera) et anglaise (université de Leicester). Enfin le développement du télescope UVOT est confié à l'université de Pennsylvanie. Le contrôle de la mission en vol est également pris en charge par cette université. La collecte des données se fait via l'antenne parabolique de Malindi gérée par l'Agence spatiale italienne. Celles-ci sont traitées, distribuées et archivées par le centre de vol spatial Goddard.
Swift est placé en orbite le 20 octobre 2004 par un lanceur Delta II 7320-10C tiré depuis la base de lancement de Cap Canaveral. Le coût total de la mission est désormais évalué à environ 250 millions de dollars américains y compris les contributions des pays participants, principalement le Royaume-Uni et l'Italie,. Les deux premiers mois sont consacrés à la mise en service et à l'étalonnage des instruments. Les débuts sont émaillés de petits incidents mais un problème grave survient le 3 décembre 2004 lorsqu'une éruption solaire de grande ampleur fait basculer l'engin spatial en mode survie. L'alimentation électrique du système de refroidissement thermoélectrique du détecteur du télescope XRT est mise hors service de manière définitive. Dans les semaines suivantes de nouvelles contraintes de pointage des instruments sont mises au point pour permettre au radiateur de faire descendre de manière passive la température du détecteur en dessous des −70 °C nécessaire à son fonctionnement. Les instruments deviennent progressivement opérationnels courant janvier 2005,. Le 5 avril 2005, l'observatoire spatial, qui détecte déjà 24 sursauts gamma, observe pour la première fois à l'aide de l'instrument UVOT une contrepartie optique. La mesure du décalage vers le rouge permet d'évaluer la distance de la source du sursaut gamma à 9 milliards d'années-lumière.

## Statut en 2016
En 2016, tous les instruments de Swift sont opérationnels et leurs performances restent inchangées malgré le vieillissement qui affecte progressivement l'électronique. La mission est classée en tête des missions de la NASA dans sa catégorie pour les résultats engrangés. La mission qui doit durer initialement 2 ans est périodiquement prolongée pour un coût annuel qui se situe ces dernières années entre 5 et 6 millions de dollars américains. Le télescope spatial subit une réduction régulière de son orbite du fait de l'atmosphère résiduelle mais il ne doit pas rentrer dans l'atmosphère avant 2025. Swift reste en 2016 la seule mission destinée aux observations des sursauts gamma. Toutefois 13 ans après son lancement ses objectifs sont adaptés. Le temps d'observation du télescope spatial qui est consacré à hauteur de 46 % à la recherche de sursauts gamma en 2005 est passé à 17 % en 2014 tandis que les observations ponctuelles (ToO, Target of Opportunity, et GI, Guest Investigator) à la demande d'astronomes représentent désormais 65 % contre 19 % initialement. Le télescope spatial doit jouer un rôle important dans le domaine des ondes gravitationnelles en accompagnant les observatoires Virgo et LIGO en cours de montée en puissance (LIGO a réussi sa première observation en 2016 correspondant à la fusion de deux trous noirs). Swift, grâce à son agilité, va pouvoir également exploiter les découvertes réalisées par de nouveaux instruments terrestres grand angle tels que Zwicky Transient Facility (ZTF) et Asteroid Terrestrial-impact Last Alert System (ATLAS) en cours de réalisation en 2016. Enfin avec l'apparition ces dernières années de spectrographes terrestres plus puissants, le télescope spatial doit fournir des candidats à l'observation des caractéristiques (composition, structure, nucléosynthèse) des premières galaxies (décalage vers le rouge).

## Déroulement des observations

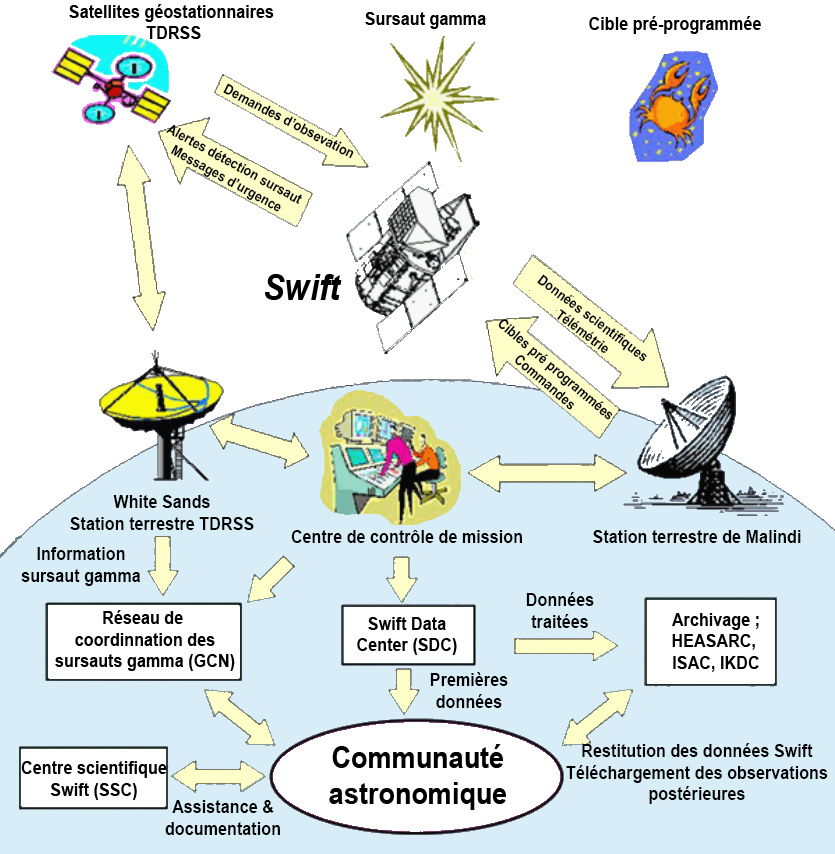
Schéma décrivant le processus des observations effectuées par l'observatoire spatial Swift et de leur traitement.

### Programme d'observation
Swift circule sur une orbite terrestre basse de 584 × 601 km d'altitude qu'il parcourt en 90 minutes. La technique d'observation consiste à maintenir ses instruments pointés vers une portion du ciel pré-programmée par l'équipe scientifique correspondant par exemple au suivi des émissions du rayonnement X et visible postérieures à l'apparition d'un sursaut gamma. Le satellite circule avec une inclinaison orbitale de 20,6° qui permet de réduire le temps passé dans l'anomalie magnétique de l'Atlantique sud qui peut détériorer les performances des détecteurs. Les instruments ne peuvent être pointés à moins de 28° du limbe de la Terre, 46° du limbe du Soleil et 23° du limbe de la Lune. Compte tenu de ces contraintes une cible donnée ne peut être observée de manière continue que durant 20 à 30 minutes. Au cours d'une orbite donnée, plusieurs cibles pré-programmées sont observées successivement. Les observations programmées sont mises en attente si un nouveau sursaut gamma est identifié.

### Détection d'un sursaut gamma
L'apparition d'un nouveau sursaut gamma est détectée par le télescope gamma grand angle BAT à masque codé. Pour identifier formellement un sursaut gamma les données collectées par BAT sont analysées par un programme mis au point en partie dans le cadre de la mission spatiale HETE. Celui-ci recherche les variations anormales du nombre de photons gamma en éliminant les sources de fausses alertes, comme les particules issues de la magnétosphère, ainsi que les sources astronomiques variables déjà référencées dans un catalogue stocké à bord du satellite. Sous-produit de cette surveillance, Swift transmet toutes les 5 minutes une carte des sources de rayonnement X dur variables déjà référencées échantillonnés dans 80 bandes de fréquence. L'apparition d'un sursaut gamma est datée avec une précision de 0,1 seconde. Cette détection déclenche une séquence automatique d'opérations.

### Séquence d'opérations découlant de la détection d'un sursaut gamma
Quelques dizaines de secondes après la détection d'un sursaut gamma à partir des données de l'instrument BAT, les télescopes rayons X XRT et optique/ultraviolet UVOT sont pointés vers la source pour recueillir le spectre du phénomène. En parallèle, Swift envoie une alerte via les satellites de télécommunications géostationnaires TDRS de la NASA au Polygone d'essais de missile de White Sands. L'information est centralisée au GCN (Gamma-ray burst Coordinates Network) qui est chargé de la diffuser auprès des observatoires terrestres pour permettre des observations plus approfondies par la communauté astronomique. Swift continue à observer durant plusieurs dizaines de minutes le sursaut. Lors de son passage au-dessus de la station de Malindi, survolé 9 à 12 fois par jour, toutes les données recueillies par les instruments sont transmises au centre de contrôle de mission du télescope spatial hébergé par l'université d'État de Pennsylvanie. Elles sont ensuite traitées par le centre de calcul dédié SDC (Swift Data Center). Les premiers résultats sont diffusés via internet 3 heures après l'événement. L'archivage des données scientifiques est effectué en moyenne une semaine plus tard dans plusieurs établissements : HEASARC pour la NASA, ISAC en Italie et UKDC au Royaume-Uni.
| Délai depuis détection | Opération à bord du satellite                                                 | Opération au sol                                                                                 |
| ---------------------- | ----------------------------------------------------------------------------- | ------------------------------------------------------------------------------------------------ |
| 0 s                    | Détection du sursaut gamma par l'instrument BAT                               |                                                                                                  |
| 10 s                   | Début de la rotation du satellite pour pointer ses instruments vers la source |                                                                                                  |
| 20 s                   |                                                                               | Localisation du sursaut par BAT diffusée par le GCN                                              |
| 90 s                   | Les instruments XRT et UVOT sont pointés vers la source                       |                                                                                                  |
| 95 s                   | Première image obtenue par XRT Localisation de la source par XRT              | Courbe de lumière de BAT diffusée par le GCN Localisation du sursaut par XRT diffusée par le GCN |
| 120 s                  |                                                                               |                                                                                                  |
| 250 s                  | Fin de la cartographie optique par UVOT                                       |                                                                                                  |
| 300 s                  |                                                                               | Cartographie optique diffusée par le GCN                                                         |
| 1 200 s                | Fin du recueil du spectre par XRT                                             |                                                                                                  |
| 1 212 s                |                                                                               | Spectres de XRT diffusés                                                                         |
| 7 200 s                | Fin de la séquence d'observations avec le télescope UVOT                      |                                                                                                  |
| Environ 10 000 s       | Survol de la station terrestre de Malindi                                     | Récupération des données collectées Éventuellement envoi d'un nouveau programme d'observation    |

## Principaux résultats

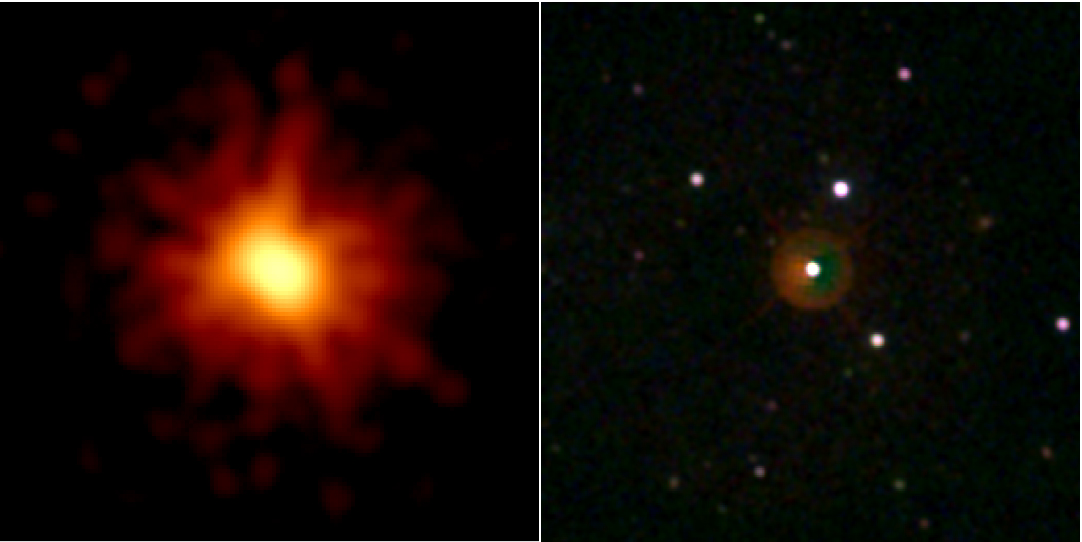
Le sursaut gamma GRB 080319B vu par XRT (à gauche) et UVOT (à droite).

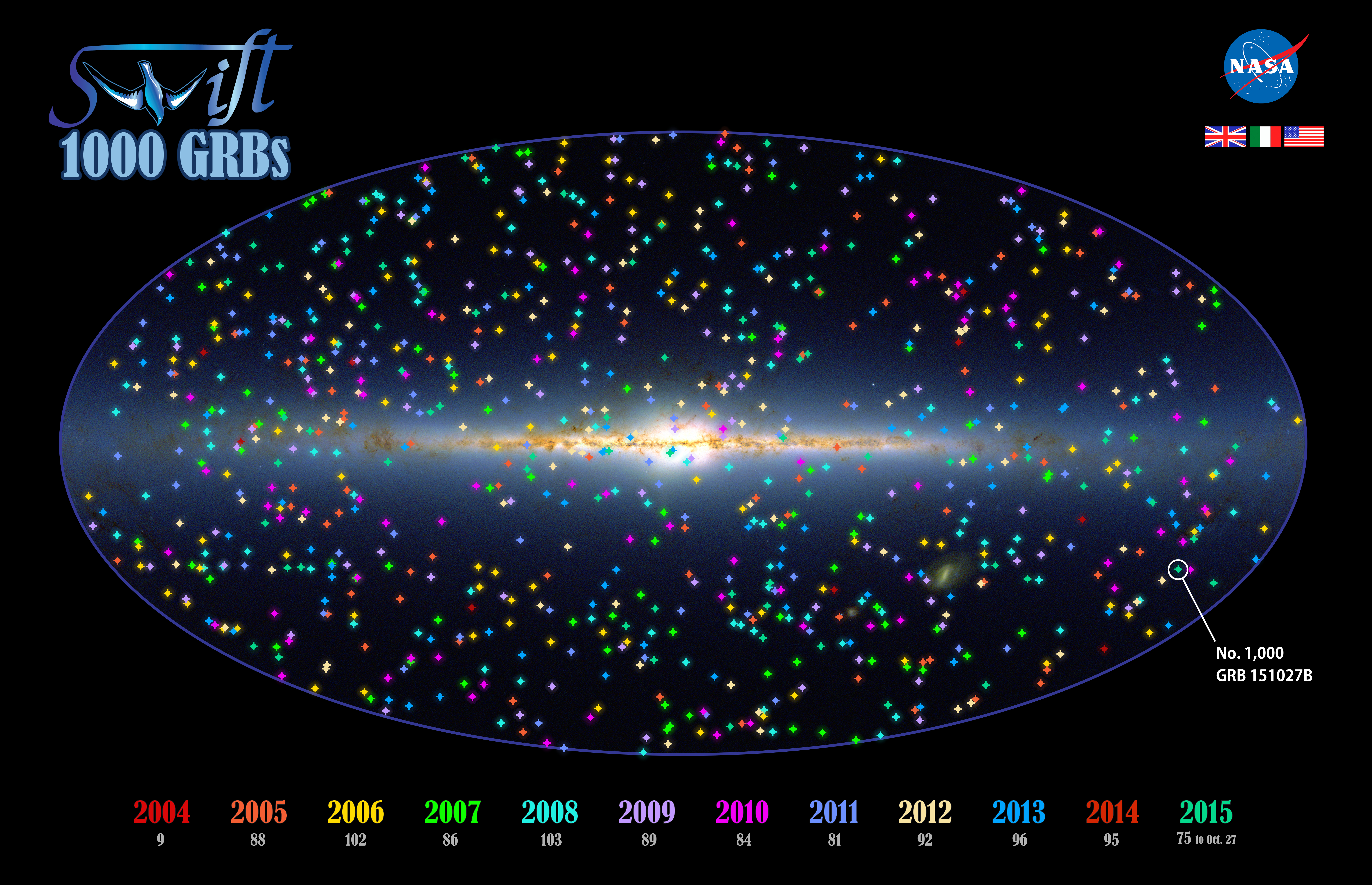
En 2015 Swift avait détecté depuis le début de sa mission plus de 1000 sursauts gamma dont la position est affichée sur cette carte du ciel.

Pratiquement chaque année les données recueillies par l'observatoire spatial débouchent sur la découverte d'un nouveau phénomène astronomique. L'observatoire détecte annuellement une centaine de nouveaux sursauts gamma.
Recensement et typologie des sursauts gamma
- Swift contribue largement à faire progresser notre compréhension des sursauts gamma en découvrant plus de 1 000 événements de ce type (bilan à novembre 2015) dont 10 % de sursauts courts. La distance de 30 % de ces sursauts est établie[43].
- Swift détecte une nouvelle classe de sursauts gamma de longue durée, caractérisée par un rayonnement plus doux, qui ne sont pas associés à des supernova[44].
- L'instrument XRT mesure de brusques variations dans l'intensité du rayonnement X et, dans certains cas, une décrue très progressive de ce rayonnement. Ce constat suggère que le processus physique à l'origine du sursaut reste actif plusieurs minutes, voire plusieurs heures, après son début[44].

Formation des sursauts courts
- Les instruments UVOT et XRT, en fournissant la position de sursauts courts avec une précision de l'ordre de la seconde d'arc via l'observation de la contrepartie X/optique, permettent de renforcer la théorie qui associe les sursauts courts à la fusion de deux étoiles à neutrons[44].
- Swift confirme la présence d'une émission rémanente (X et optique) pour cette catégorie de sursaut et contribue à renforcer la théorie selon laquelle l'événement générateur n'est pas l'effondrement d'une étoile géante.
- Les sursauts courts détectés se situent plus près de la Terre avec un décalage vers le rouge (z) de 0,5 en moyenne contre z =2,7 pour les sursauts longs.
- Les sursauts gamma courts ont des caractéristiques (spectre électromagnétique, évolution de celui-ci...) similaires aux sursaut longs. La différence avec le sursaut long porte uniquement sur l'événement qui le génère[45].

Étude de la première génération d'étoiles
Aucune étoile de population III (catégorie hypothétique d'étoiles apparue immédiatement après le Big Bang) n'a pu être identifiée par Swift mais le télescope spatial permet de détecter grâce au sursaut GRB 090423 l'objet céleste le plus lointain jamais identifié au moment de sa découverte. Celui-ci se trouve à 13,035 milliards années-lumière de la Terre (décalage vers le rouge de 8,2) soit 630 millions d'années après le Big Bang ou 230 millions d'années après le début de la formation des étoiles (fin des âges sombres).
Recensement des phénomènes transitoires
Swift est l'engin spatial qui a fait preuve de la plus grande efficacité pour le recensement des phénomènes transitoires :
- 6 des 10 magnétars connus sont découverts par BAT (situation à décembre 2014)[47].
- Swift détecte conjointement avec l'observatoire spatial Fermi deux sursauteurs gamma mou SGR 0501+4516 en août 2008 et SGR 0415-5729[44].

Recensement des sources de rayons X durs
- Dans le cadre d'une campagne d'observation de 70 mois, les instruments du télescope spatial détectent 1 171 sources de rayonnement X durs associées à 1 210 contreparties. Ces relevés identifient toutes les sources émettant au moins 1,03 × 10−11 ergs s−1 cm−2 pour 50 % de la voûte céleste et celles émettant au moins 1,34 × 10−11 ergs s−1 cm−2 pour 90 % de celle-ci[48].
- Ce recensement permet d'identifier plus de 700 galaxies actives[48].

Divers
- Swift permet d'obtenir des informations uniques sur le rayonnement ultraviolet et X des comètes C/2007 N3 (Lulin) et 8P/Tuttle ainsi que sur l'impact déclenché par la sonde spatiale Deep Impact ;
- Le télescope spatial permet de détecter la dislocation d'une étoile par un trou noir supermassif[49],[50].
- Le télescope spatial détecte un trou noir de masse intermédiaire dans la galaxie NGC 5408.

## Successeurs deSwift
Swift reste fin 2014 l'observatoire spatial opérationnel le plus performant pour détecter les phénomènes astronomiques transitoires grâce à la large couverture spectrale de ses instruments, la précision de la localisation des sources par ceux-ci et sa capacité à adapter rapidement son programme d'observation. Compte tenu de son état de santé, Swift a la capacité de poursuivre ses investigations jusqu'au milieu de la décennie 2020. Il manque toutefois à Swift certaines capacités pour répondre aux objectifs scientifiques désormais associés aux sursauts gamma :
- Étude de la phase de réionisation et des premières étoiles de l'univers (étoiles de population III). Celle-ci nécessite un instrument de spectroscopie en proche infrarouge.
- Détection des sursauts courts sur le ciel entier dans un délai très bref (<10 secondes).
- Étude de la physique des jets.

La NASA mène plusieurs avant-projets sur le successeur de Swift prenant en compte ces nouveaux objectifs, mais aucun n'a obtenu de financement :
- Observatoire spatial EXIST : observatoire analogue à Swift avec des performances plus poussées.
- Instrument HXI embarqué sur le futur mais hypothétique satellite brésilien MIRAX.
- Lobster 2011 : observatoire X grand angle utilisant la technique des micro-canaux + infrarouge.
- Lobster 2012 : projet précédent réduit à l'instrument X installé sur la Station spatiale internationale.

De son côté, l'Agence spatiale européenne propose deux projets en relation avec les sursauts gamma pour la mission M4 (lancement en 2025) de son programme scientifique Cosmic Vision - THESEUS et LOFT - mais aucun n'a franchi l'étape de pré-sélection qui a lieu en 2015. La mission ATHENA (télescope X dont le lancement est prévu en 2031) doit de manière indirecte contribuer à l'étude des sursauts gamma les plus anciens.
La France et la Chine développent ensemble SVOM, un engin spatial de plus petite taille qui reprend le même concept que Swift avec des performances moindres (par exemple la précision de la position gamma est de 16 minutes d'arc au lieu de 4) mais avec des fonctionnalités complémentaires. SVOM, doit devenir opérationnel vers 2021, dispose comme Swift d'un télescope gamma grand angle (ECLAIR), d'un télescope rayons X utilisant une nouvelle technologique (micro-canaux) et d'un télescope fonctionnant en lumière visible. Il incorpore une capacité d'observation dans le proche infrarouge (mais l'ultraviolet est exclu du spectre observé), une surveillance du rayonnement gamma dur (500 keV) sur un champ optique élargi grâce à l'emport d'un quatrième instrument.